# Ordinariato Militar da Bolívia
O Ordinariato Militar da Bolívia (em latim: Ordinariatus Militaris Boliviensis; em castelhano:  Obispado Castrense de Bolivia) é um ordinariato militar de rito latino da Igreja Católica. Subordinado imediatamente da Santa Sé, esta corporação presta assistência pastoral aos católicos que servem nas Forças Armadas bolivianas e às suas famílias.

## História
Foi criado como vicariato militar em 19 de março de 1961, com o primeiro ordinário nomeado em 26 de julho seguinte. Foi elevado a ordinariato militar em 21 de julho de 1986. Sua sede está localizada na Catedral de Nossa Senhora de Luján (Catedral Nuestra Señora de Luján) no distrito de Irpavi, da cidade de La Paz.

## Titulares de cargos

### Vigários militares
- Luis Aníbal Rodríguez Pardo (nomeado em 26 de julho de 1961 - transferido para a Arquidiocese de Santa Cruz de la Sierra em 30 de julho de 1975);
- René Fernández Apaza (nomeado em 30 de julho de 1975 - tornou-se ordinário militar em 21 de julho de 1986).

### Ordinários militares
- René Fernández Apaza (nomeado em 21 de julho de 1986 - renunciou em 17 de maio de 1986);
- Mario Lezana Vaca (nomeado em 17 de maio de 1986 - aposentado em 14 de abril de 2000);
- Manuel Revollo Crespo, bispo coadjutor (8 de setembro de 1993 – aposentado em 14 de abril de 2000);
- Gonzalo Ramiro del Castillo Crespo, OCD (nomeado em 14 de abril de 2000 - aposentado em 4 de abril de 2012);
- Oscar Omar Aparicio Céspedes (4 de abril de 2012 – transferido para a Arquidiocese de Cochabamba em 24 de setembro de 2014);
- Fernando Bascopé Müller (24 de setembro de 2014 – presente).[1]